# Baumgart (herb szlachecki)

herb Baumgart według Gumowskiego (mówiący)

Gmerk rodziny Baumgartów

Gmerk rodziny Baumgartów poddany heraldyzacji, według opisu Żernickiego

Baumgart (Baumgarten) – herb szlachecki używany przez rodzinę patrycjuszowską z Torunia. Nie należy mylić go, ani rodziny go używającej z rodziną kaszubską Baumgartenów i jej herbem.

## Opis herbu
Opis z wykorzystaniem zasad blazonowania, zaproponowanych przez Alfreda Znamierowskiego:
W polu srebrnym drzewo o pniu brunatnym i koronie zielonej, ogrodzone płotem złotym. Klejnot: drzewo jak w godle. Labry: błękitne, podbite srebrem.
Żernicki natomiast podaje zupełnie inny wizerunek. Wedle niego herb wygląda następująco: W polu czerwonym klucz srebrny, który zamiast zęba u góry z prawej ma haczyk. W klejnocie klucz jak w godle między dwoma rogami.
Toruńska rodzina Baumgarten używała też gmerku, który przedstawiał rogacinę z żeleźcem uszczerbionym z lewej, zaćwieczoną na rombie. Gmerk ten przypomina herb opisywany przez Żernickiego (klucz z haczykiem zamiast zęba), czyli opis Żernickiego dotyczyłby gmerku poddanego heraldyzacji.

## Symbolika
Jest to herb mówiący. Baum oznacza po niemiecku drzewo, garten − ogród.

## Najwcześniejsze wzmianki
Herb najwcześniej pojawił się w księdze genealogicznej skoligaconej rodziny Koyenów z 1630. Wymieniany przez Żernickiego (Der polnische Adel) oraz Gumowskiego (Herbarz patrycjatu toruńskiego), ale obaj autorzy opisują go odmiennie. Według Żernickiego rodzina znana była w Prusach już w 1589. Gmerk rodziny znany z drewnianej tablicy, która najpierw wisiała w kościele mariackim w Toruniu, zaś następnie w ratuszu. Przerysowywany w Herbarzu Austena i Albumie Steinera, pojawia się także w tzw. Manuscriptum Baumgartenianum, grubym foliale akt radzieckich rady miasta Torunia z lat 1346-1693. Znany jest sygnet z gmerkiem z roku 1720.

## Rodzina Baumgarten
Rodzina zamieszkała w Toruniu już w XIV wieku, w radzie miejskiej zasiadała od XVII wieku, zajmując tam wysokie stanowiska. Andrzej Baumgarten (zm. 1630) był pierwszym radnym z tej rodziny, jego syn, Andrzej II (zm. 1684), był rajcą od 1660, opiekunem szkół miejskich, ławnikiem chełmińskim. W tym samym czasie pracował też inny rajca, Antoni Baumgarten, dobroczyńca instytucji miejskich i społecznych w Toruniu. Jan, syn Andrzeja II (zm. 1719), był sekretarzem miejskim, racją od 1701, burmistrzem od 1709, a także ławnikiem ziemskim chełmińskim i właścicielem dóbr Lipniaki. Dobra odziedziczył po nim jego syn, Jakub Fryderyk (zm. 1746). Wdowa po Jakubie Fryderyku sprzedała dobra ziemskie. Wspomniany Antoni pozostawił po sobie pamiętnik z czasów studiów za granicą w latach 1655-57.

## Herbowni
Jedna rodzina herbownych (herb własny):
Baumgart (Baumgarten).